# Diane Hébert
Diane Hébert (née le 26 avril 1957 - décédée la nuit du 28-29 juin 2008) fut la première québécoise à recevoir une double transplantation cœur-poumons (le 26 novembre 1985) après que ses médecins lui eurent découvert une embolie pulmonaire.
À l'époque, elle dut d'abord se rendre en Californie, une telle chirurgie étant impensable dans les hôpitaux du Canada (elle reçoit l'aide du public, attiré à la cause par les médias, pour payer le voyage), mais peut revenir au Canada après environ deux ans d'attente vaine pour un donneur, puisque l'opération est alors possible à l'Hôpital Général de Toronto, et un donneur compatible est bientôt trouvé.
L'opération n'est pas sans conséquences: Mme Hébert entre dans un coma pendant environ un mois, lequel est ponctué de trois infarctus qui lui font requérir quatre opérations supplémentaires. À son réveil, elle ne voit ni n'entend presque plus, ne peut parler, et ne peut bouger ses jambes.
Toutefois, elle récupère relativement vite et bien, et dédie plus tard son temps à aider les personnes requérant ou ayant subi des transplantations.
Elle publie son autobiographie Un second souffle, en 1986, qui est un succès de librairie. Sa traduction anglaise, intitulée Second Chance: The Inspiring Story of One Woman's Fight For Life, parait en 1988 et vaut à son traducteur, Philip Stratford, le Prix du Gouverneur général : traduction du français vers l'anglais la même année.
Elle est décédée le 29 juin 2008, à l'âge de 51 ans. Elle souffrait depuis avril 2008 d'une infection pulmonaire qui lui a été fatale.